# Liste der Monuments historiques in Persquen
Die Liste der Monuments historiques in Persquen führt die Monuments historiques in der französischen Gemeinde Persquen auf.

## Liste der Bauwerke
| Bezeichnung     | Beschreibung | Standort       | Kennzeichnung | Schutzstatus | Datum | Bild |
| --------------- | ------------ | -------------- | ------------- | ------------ | ----- | ---- |
| Schloss Penvern |              | Penvern (Lage) | PA00091472    | Inscrit      | 2009  |      |

## Liste der Objekte
- Monuments historiques (Objekte) in Persquen in der Base Palissy des französischen Kultusministeriums